# Референдум в Швейцарии по обеспечению зерном (1926)
Референдум в Швейцарии по обеспечению зерном проходил 5 декабря 1926 года. Референдум проходил для одобрения добавления к Конституции новой Статьи 23-бис, касающейся обеспечения зерном. Поправка была отклонена 50,4% голосов избирателей и большинством кантонов.

## Избирательная система
Референдум являлся обязательным и требовал двойного большинства для одобрения: избирателей и кантонов.

## Результаты
| Выбор                                | Общее голосование | Общее голосование | Кантоны | Кантоны | Кантоны |
| Выбор                                | Голосов           | %                 | Полных  | Полу-   | Всего   |
| ------------------------------------ | ----------------- | ----------------- | ------- | ------- | ------- |
| За                                   | 366 507           | 49,6              | 9       | 0       | 9       |
| Против                               | 372 049           | 50,4              | 10      | 6       | 13      |
| Пустых бюллетеней                    | 11 378            | –                 | –       | –       | –       |
| Недействительных бюллетеней          | 2 300             | –                 | –       | –       | –       |
| Всего                                | 752 234           | 100               | 19      | 6       | 22      |
| Зарегистрированных избирателей/ Явка | 1 034 547         | 72,7              | –       | –       | –       |
| Источник: Nohlen & Stöver            |                   |                   |         |         |         |